# Kate Gentile
Kate Gentile (* um 1990 in Buffalo) ist eine US-amerikanische Jazzmusikerin (Schlagzeug, Perkussion, Vibraphon).

## Leben und Wirken
Gentile, die aus Buffalo stammt, studierte an der Eastman School of Music in Rochester (New York) und lebte dann nach ihrer Heirat drei Jahre in Toronto, wo sie ohne Arbeitserlaubnis nur gelegentlich spielen konnte. 2011 zog sie nach New York City, wo sie (u. a. mit Adam Hopkins) in der Formation Denial & Error (Album Live at Buckminster Palace, 2012) arbeitete, schließlich mit Matt Mitchells Bandprojekt Snark Horse (Live at Korzo 11-24-15, mit Jon Irabagon, Ben Gerstein, Ava Mendoza, Kim Cass). Mit Mitchell bildete sie auch das Duo Gloatmeal. Anfang 2016 spielte sie ihr Debütalbum Mannequins für das Label Skirl ein, an dem sie Jeremy Viner, Matt Mitchell und Adam Hopkins beteiligte; Seine geballte Energie werde durch verschiedene Kanäle wie Free Jazz, Heavy Metal und Elektro Noise kanalisiert, lobte Down Beat. Das Album erhielt 2017 eine Nominierung als bestes Debütalbum beim NPR Jazz Critics Poll.
Des Weiteren spielte Gentile in Jasmine Lovell-Smiths Towering Poppies, und in der Formation Secret People, dem Jazz/Noise-Rock-Trio mit dem Gitarristen Dustin Carlson und dem Saxophonisten Nathaniel Morgan. Sie spielt auch in Matt Mitchells Projekten Phalanx Ambassadors (Pi Recordings 2019) und A Pouting Grimace (Pi, 2017), Dustin Carlsons Septett Air Ceremony (Out Of Your Head Records, 2018) und seinem Quintett LinguaAlta und Davy Lazars Trompeten- und Schlagzeugduo Pluto's Lawyer. Im Laufe ihrer Karriere spielte sie auch mit Michaël Attias, Tim Berne, Anthony Braxton, Steve Coleman, Dave Douglas, Marty Ehrlich, Michael Formanek, Miles Okazaki, Chris Speed, Helado Negro, Ted Reichman, Anna Webber und John Zorn.

## Diskographische Hinweise
- Kate Gentile / Matt Mitchell: Snark Horse (6 CD-Box) (Pi, 2021), mit Kim Cass, Ben Gerstein, Jon Irabagon, Davy Lazar, Mat Maneri, Ava Mendoza, Matt Nelson, Brandon Seabrook[4]